# Хеллман, Мартин
Ма́ртин Э́двард Хе́ллман (англ. Martin Edward Hellman; род. 2 октября 1945, штат Нью-Йорк) — американский криптограф. Получил известность благодаря разработке первой асимметричной криптосистемы в соавторстве с Уитфилдом Диффи и Ральфом Мерклем (1976). Один из активных сторонников либерализации в сфере криптографии. Хеллман долгое время являлся участником конференции компьютерной конфиденциальности, в последнее время работает над анализом рисков ядерной угрозы.

## Биография
Родился 2 октября 1945 года в штате Нью-Йорк, в еврейской семье. Окончил среднюю школу естественных наук в Бронксе. Получил степень бакалавра в Нью-Йоркском Университете в 1966 году, степень магистра в Стэнфордском университете в 1967 году, все по электротехнике. С 1968 по 1969 работал в Уотсоновском исследовательском центре IBM, где он встретился с Хорстом Фейстелем. С 1969 по 1971 год был доцентом в Массачусетском Технологическом институте. В 1971 году вернулся в Стенфорд в качестве профессора, где занимался исследованиями до 1996 года, став Почётным Профессором.

### Снижение ядерной угрозы
Хеллман принимает активное участие в исследовании международной безопасности с 1985 года. Его текущий проект — снижение ядерной угрозы. В частности, Хеллман изучает вероятности и риски, связанные с ядерным оружием и поощрение дальнейших международных исследований в этой области. Его веб-сайт http://NuclearRisk.org был одобрен рядом известных лиц, включая бывшего директора Агентства национальной безопасности, почётного президента Стэнфордского университета[кем?] и двух лауреатов Нобелевской премии[кем?].

## Научная деятельность

### Работа в области криптографии
Большой интерес Хеллман проявил к книге Дэвида Кана The Codebreakers, выпущенной в 1967 году. Позже, в январе 1969 года, Кан принял участие в международном симпозиуме IEEE по теории информации. С 1968 по 1969 Хеллман работал в Уотсоновском исследовательском центре IBM в Йорктаун Хайтс, штат Нью-Йорк. Одним из коллег Хеллмана стал Хорст Фейстель, работавший в то время над правительственным исследованием в области криптографии в компании IBM. По окончании работы был получен стандарт шифрования данных (DES) в 1975 году. В 1970 году, будучи ассистентом профессора в Массачусетском Технологическом Институте, Хеллман получил от Питера Элиаса копию работы 1949 года в то время ещё малоизвестного Клода Шеннона, связанную с исследованием в выбранной Хеллманом области криптографии.
В течение следующих нескольких лет Хеллман уделял время более привычным областям теории информации, но так же проводил и исследования по криптографии.
В начале 1970-е годы Хеллман, выразив интерес к проблеме криптографии и желание работать над созданием новых защищённых систем для коммерческих нужд, был раскритикован коллегами. Они утверждали, что возможно Агентство национальной безопасности, обладающее многомиллионным бюджетом, могло иметь к тому времени результаты подобных исследований и даже если Хеллману удалось сделать что-то новое, АНБ засекретило бы эти данные и сам Хеллман ничего не получил бы взамен. Хеллман всё же настоял на своём. Позже он сказал, что совершить такой поступок заставила «муза для дурака». Хеллман был готов рискнуть, даже если бы выглядел глупо, но в конечном итоге стал одним из изобретателей шифрования с открытым ключом. Хеллман ещё тогда предвидел, что электронные переводы денежных средств из одного банка в другой повлекут за собой огромную проблему шифрования данных.

### Шифрование с открытым ключом
Шифрование с открытым ключом позволяет создавать защищённое соединение через Интернет. Главной его особенностью является использование двух ключей для каждого пользователя: открытый ключ и закрытый, где только закрытый ключ может расшифровать сообщение, зашифрованное открытым ключом. Если ключи достаточно длинные, то шифр не поддается взлому. Технология лежит в основе Инфраструктуры открытых ключей (PKI), а алгоритм шифрования RSA принят за промышленный стандарт.
Первыми исследователями, которые изобрели и распространили шифрование с открытым ключом, были Уитфилд Диффи и Мартин Хеллман из Стэнфордского университета, и Ральф Меркл из Калифорнийского университета в Беркли. Как это часто бывает в научном мире, две группы работали независимо друг от друга над одной и той же проблемой — Диффи и Хеллман над криптографией с открытым ключом, а Меркл — над распределением ключей среди пользователей. Когда они узнали о работе друг друга, они поняли, что взаимодействие будет на пользу всем. По словам Хеллмана: «Каждый из нас был ключевой частью головоломки. Это позволило нам сделать открытие»
Работа Хеллмана и Уитфилда Диффи была опубликована в 1976 под названием «Новые направления в криптографии». В ней был представлен радикально новый подход к распределению криптографических ключей со ссылками на работы Ральфа Меркла. Тем самым в криптографии нашлось решение одной из фундаментальных проблем.[какой?] В этом документе говорится о ключевых понятиях шифрования с открытым ключом, в том числе генерация цифровых подписей, и прилагается несколько примеров реализаций. Так появился алгоритм Диффи-Хеллмана. Статья повлекла за собой немедленное развитие нового класса алгоритмов шифрования, алгоритмы с асимметричным ключом. Хеллман и Уитфилд Диффи были награждены Обществом Маркони в 2000 году за работу над криптографией с открытым ключом и помощь в становлении криптографии самостоятельным разделом науки.
Хеллман, как Уитфилд Диффи и Ральф Меркл, публиковал статьи, которые Агентство национальной безопасности классифицировала как секретные. Существовала даже угроза, что Хеллман со своими коллегами мог быть привлечен к ответственности по Правилам Международной Торговли Оружием (ITAR), так как техническая литература по криптографии считалась орудием войны согласно ITAR.
По современным оценкам, около 10 миллиардов устройств используют шифрование с открытым ключом. Уитфилд Диффи, Мартин Хеллман и Ральф Меркл позже получили патент U.S. Patent 4 200 770 на их метод обеспечения общественного обмена ключами.

#### Конференция компьютерной конфиденциальности
Долгое время Хеллман являлся участником конференции компьютерной конфиденциальности, начиная с разработки алгоритма шифрования DES в 1975 году и заканчивая службой (1994—1996) в Национальном Исследовательском Совете Комитета по Изучению Национальной Криптографической Политики. Основные рекомендации Хеллмана впоследствии были выполнены.

## Награды и почётные звания
- 1964. Избрание в Eta Kappa Nu (ΗΚΝ) Почётного Национального Общества Радиотехники
- 1964. Избрание в Tau Beta Pi (ΤΒΠ) Почётного Национального Общества Радиотехники
- 1966. Премия Арнольда Нью-Йоркского университета электротехники
- 1966-68. Высший член Национального Научного Фонда
- 1966. Первая премия за второе место на конкурсе студенческих работ IEEE
- 1966. Поощрительная премия в Конкурсе Eta Kappa Nu на звание «Наиболее выдающаяся студенческая электротехника в США»
- 1978. Премия Калифорнийской государственной Психологической Ассоциации за Выдающийся Вклад в защиту прав потребителей
- 1978. Приз за лучшую статью (Новые направления в криптографии, совместно с Уитфилдом Диффи), опубликованную в предыдущие два года от Группы по теории информации IEEE
- 1980. Избрание в члены IEEE «за вклад в криптографию»
- 1981. Премия за выдающийся учебник или обзорную статью 1979 года от Доналда Г. Финка IEEE (Конфиденциальность и аутентификация: Введение в криптографию, совместно с Уитфилдом Диффи)
- 1984. Медаль 100 годовщины IEEE
- 1987. Премия за преподавание Стэнфордского Университета Tau Beta Pi (ΤΒΠ)
- 1987. Премия Выдающемуся профессору от Стэнфордского общества Черных Ученых и Инженеров
- 1989. Премия Выдающемуся профессору от Стэнфордского общества Чикано и Латиноамериканских Инженеров
- 1994. Премия EFF Pioneer Award от Фонда электронных рубежей
- 1996. Премия от Национальной Безопасности Компьютерных Систем
- 1997. Медаль Луиса Леви Франклинского Института
- 1997. Премия Канеллакиса
- 1998. Член Международного инженерного Консорциума
- 1998. Премия золотого юбилея Общества по Теории Информации IEEE
- 1999. Премия в области компьютеров и коммуникаций имени Кодзи Кобаяси IEEE
- 2000. Премия Маркони Международного Сообщества Маркони
- 2002. Избран в Национальную Академию Наук «за вклад в теорию и практику криптографии»
- 2006. Избран членом Международной Ассоциации по Криптографическим исследованиям «За изобретение криптографии с открытым ключом и за новаторские исследования в области открытой криптографии»
- 2010. Медаль Ричарда Хэмминга IEEE «За изобретение криптографии с открытым ключом и его применение в защите коммуникаций»
- 2011. Избран членом Музея компьютеров.
- 2011. Увековечен в Национальном Зале Славы Изобретателей
- 2015. Премия Тьюринга.
- 2019. Орден Креста земли Марии 3 класса (29 января 2019 года, Эстония)[3].